# ماکسیم اشترائوخ
ماکسیم اشترائوخ (روسی: Макси́м Макси́мович Штра́ух؛ ۲۳ فوریهٔ ۱۹۰۰ – ۳ ژانویهٔ ۱۹۷۴) بازیگر، و کارگردان نمایش اهل امپراتوری روسیه بود.
از فیلم‌ها یا برنامه‌های تلویزیونی که وی در آن نقش داشته‌است می‌توان به اعتصاب، نبرد استالینگراد، و قتل در خیابان دانته اشاره کرد.
وی همچنین برندهٔ جوایزی همچون جایزه لنین، جایزه هنرمند مردمی اتحاد جماهیر شوروی، نشان لنین، هنرمند مردمی جمهوری شوروی فدراتیو سوسیالیستی روسیه، و نشان پرچم سرخ کار شده‌است.